# 林瀚 (明)
林 瀚（りん かん、1434年 - 1519年）は、明代の官僚・学者。字は亨大、号は泉山。本貫は福州府閩県。

## 生涯
撫州府知府の林鏐（字は元美）の子として生まれた。1466年（成化2年）、進士に及第し、翰林院庶吉士に任じられた。1472年（成化8年）、翰林院編修に進んだ。1477年（成化13年）、翰林院修撰となった。1486年（成化22年）、左春坊左諭徳となった。まもなく暇乞いをして帰郷した。
1488年（弘治元年）、林瀚は『憲宗実録』編纂事業のため召し出された。弘治帝に経書を講義する席で講官をつとめた。1490年（弘治3年）、国子祭酒に転じた。1496年（弘治9年）、国子監の事務を管掌したまま、礼部右侍郎に進んだ。1499年（弘治12年）8月、吏部右侍郎に転じた。10月、吏部左侍郎に進んだ。
1500年（弘治13年）、林瀚は南京吏部尚書に任じられた。1504年（弘治17年）、御史の王献臣が逮捕されて獄に下され、儒士の孫伯堅らが縁故により中書舎人に任用されると、林瀚は上疏して争い、弘治帝の意にさからった。辞職を願い出たが、許されなかった。
1506年（正徳元年）4月、林瀚は南京兵部尚書に転じ、参賛機務をつとめた。病のため帰休を求めたが、慰留された。ときに災異が続いたため、林瀚は南京の諸臣とともに時政十二事を上奏した。1507年（正徳2年）2月、宦官の劉瑾に憎まれて、浙江布政司参政に左遷された。致仕し、ほどなく奸党と指弾された。1510年（正徳5年）、劉瑾が処刑されると、林瀚は南京兵部尚書の官に戻された。まもなく致仕した。1519年（正徳14年）9月庚申、死去した。享年は86。太子太保の位を追贈された。諡は文安といった。著書に『林文安公集』25巻があった。
男子が9人あり、林庭㭿と林庭機が知られた。